# Relacions internacionals d'entreguerres

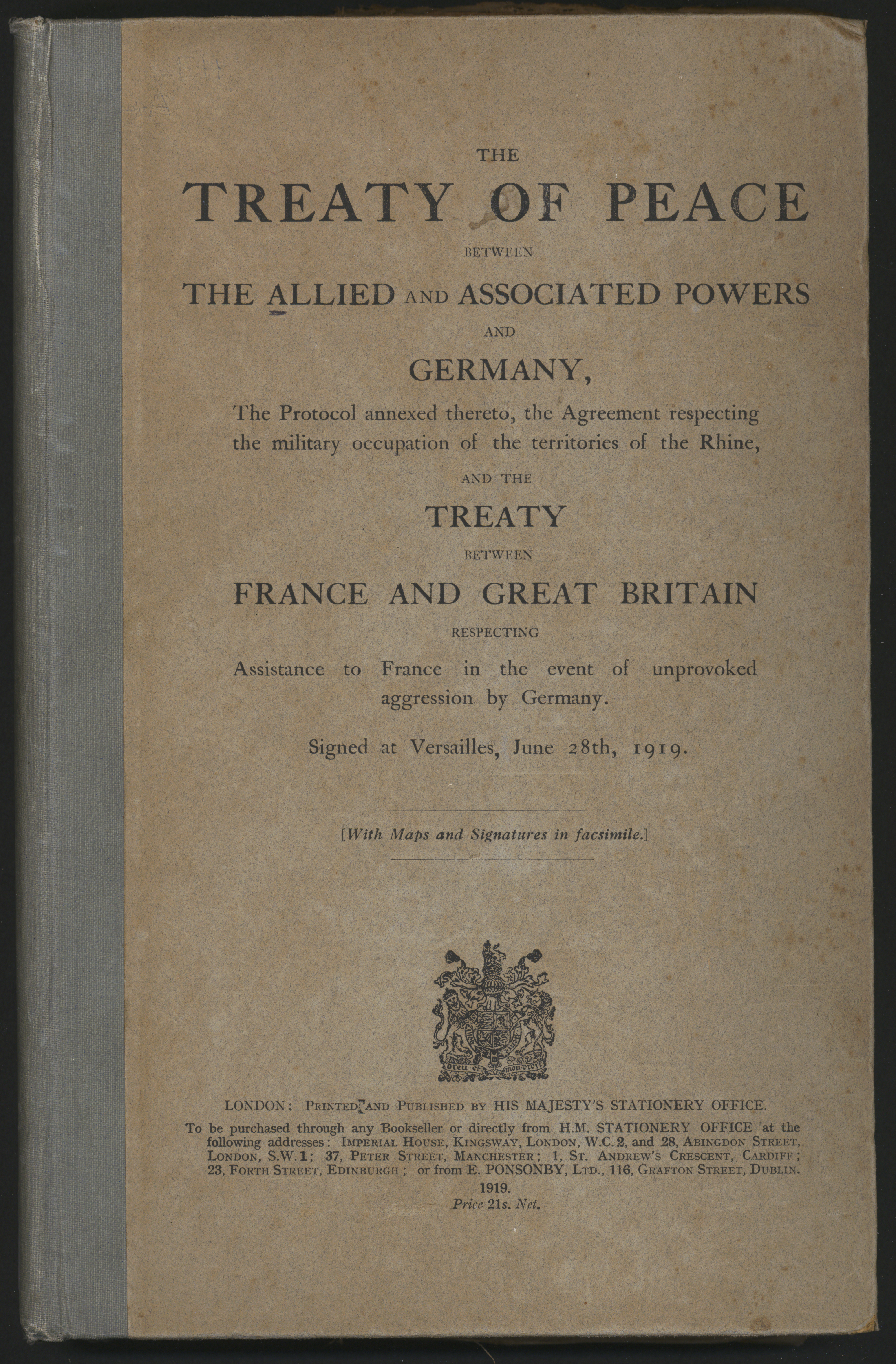

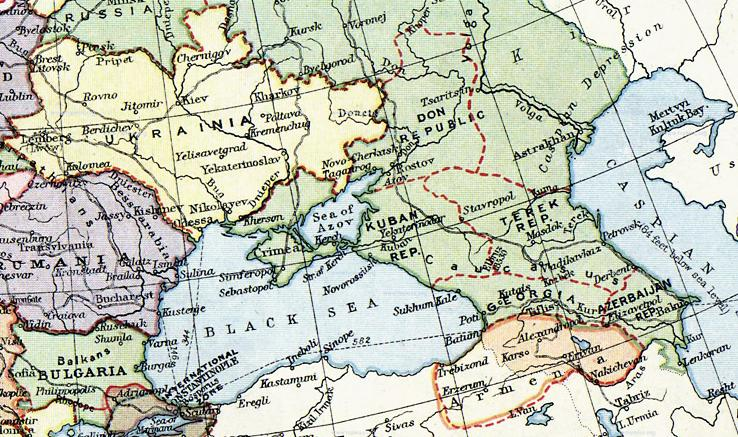
Mapa d'Europa 1919

Les relacions internacionals d'entreguerres es desenvolupen entre els diversos estats entre la Primera Guerra Mundial i la Segona, fortament condicionades pel mal record d'una i el temor que acabés esclatant l'altra, com al final es va esdevenir. Aquest període d'entreguerres abasta els anys del 1918 al 1939.
Després de la Primera Guerra Mundial, va sorgir una nova realitat mundial i la negociació dels tractats de pau va fer un gir a la balança del poder tradicional, amb l'aparició de la Societat de Nacions (SN), que havia d'encarregar-se que no es tornés a repetir la situació de guerra i podia, a més, resoldre els conflictes que s'esdevinguessin a partir d'aquell moment. La desintegració dels imperis va portar a l'aparició de noves nacionalitats i es va produir el desmembrament de tot el que sostenia el segle xix. En els anys següents a la guerra, la vida política europea es va centrar en l'exaltació nacionalista amb una marcada tendència antiliberal. Els intents de reconstruir la pau es van veure frenats pel sentiment d'humiliació que va deixar el Tractat de Versalles a Alemanya i pel permanent temor francès al ressorgiment alemany. Malgrat això, serà la crisi de 1929 i l'arribada de moviments feixistes, amb una clara actitud agressiva i expansionista, els que finalment portin a una nova guerra.

## 1919-1929. De la tensió a l'entesa
Aquesta etapa ve presidida pel desig de totes les potències de buscar el que s'anomenava «seguretat col·lectiva», terme molt utilitzat en la diplomàcia entre guerres, que significava un nou ordre mundial presidit per aliances entre nacions que garantís que no es repetiria una experiència similar a la Gran Guerra.
A principis dels anys 1920 el principal problema en les relacions internacionals a Europa era el ressentiment i les tensions que el Tractat de Versalles generava a Alemanya. Aquesta havia sigut exclosa del tractat i degut a això se li van imposar unes reparacions massa elevades, abusives, que van provocar que l'economia alemanya no es reconstruís i encara que van acabar firmant el tractat, van protestar constantment. Entre els presents a París sí que hi havia unanimitat en condemnar el règim bolxevic, ja que es temia una contaminació ideològica a la vegada que Moscou es negava a pagar el deute contret a l'època tsarista. Rússia estava construint un govern cada vegada més poderós i influent que seria per Europa una misteriosa amenaça.
La repressió i l'aïllament d'Alemanya van provocar l'apropament d'aquesta cap a l'URSS amb qui va signar el Tractat de Rapallo (1922),que suposava la fi del gran règim soviètic i la fi del seu aïllament. Amb aquest tractat es reconeixen mútuament i prometen neutralitat en el cas d'un atac d'un tercer país. Es comprometen, a més, a millorar els seus intercanvis comercials i en secret, l'URSS prometia fabricar armament per a Alemanya, vulnerant així el Tractat de Versalles.
A més des de 1920, no hi havia una política comuna entre Gran Bretanya i França pel que fa a Alemanya i després de l'ocupació del Ruhr per part dels francesos l'any 1923, l'ambient es va crispar fins a nivells insospitats, ja que Alemanya torna a sentir-se humiliada, sentint-se alhora més víctima. Per altres autors, no consideren aquesta acció tan negativa, ja que si aquesta no s'hagués produït, el Pla Dawes, destinat a suavitzar les clàusules alemanyes no hauria aparegut.
A partir de 1924 es produeix un nou clima en les relacions internacionals degut a una millor situació econòmica, l'arribada al poder de l'esquerra al Regne Unit i França i la millora d'aquesta i Alemanya. Gràcies a tot això s'arriba a diversos compromisos: Pla Dawes, Conferència de Locarno i pacte Briand-Kellogg (1928).

## 1929-1939: Camí d'un nou conflicte
Tot aquest sistema de relacions internacionals comença a trencar-se a partir de 1929, degut a les repercussions de la crisi econòmica del 29, el canvi de protagonistes polítics i el distanciament polític entre França i Alemanya degut a governs de signes diferents.
La fi de l'entesa entre les potències es manifesta especialment en dos moments: l'any 1931 amb l'ocupació de Manxúria –territori xinès- pel Japó i l'any 1933 amb el fracàs de la Conferència del desarmament amb la qual no s'arriba a cap enteniment. La conseqüència de tot això és que no hi ha una llei o norma internacional que evités la carrera armamentista.
A més a més, cal tenir en compte que l'any 1930 el partit nazi a Alemanya obté 107 escons, en aprofitar la vulnerabilitat de la crisi i presentar el país com una víctima del Tractat de Versalles. L'any 1932 les potències van perdonar el deute de les reparacions a Alemanya, i aquesta alhora s'havia anat rearmant en secret malgrat les prohibicions. Des de 1933 França va ser el país que més es va rearmar desconfiant totalment d'Alemanya. Aquell mateix any, Adolf Hitler, que havia ascendit al poder, va culpar França del tracte injust que rep Alemanya, i es va retirar de la SN. Un cop consolidat al poder, Hitler es va encarregar d'acabar amb les institucions democràtiques i les altres potències veient el panorama van començar a aliar-se militarment contra Alemanya.
D'aquesta manera, l'any 1933 es firma el Pacte Germànic-Polonès, on Alemanya aconsegueix un pacte de no-agressió de Polònia que va preferir apropar-se al seu enemic en lloc d'enfrontar-se ella sola. En resposta a la firma d'aquest pacte, l'any 1935 se’n firma un entre França i Rússia, ja que França amb l'ascens de Hitler se sent de nou obsessionada amb Alemanya i busca un clima d'aproximació a la Rússia Soviètica. Tot es precipita cap a la guerra a partir d'aleshores.